# WPA3
Wi-Fi Protected Access 3 (WPA3) ist ein Verschlüsselungsprotokoll und Sicherheitsstandard für Funknetzwerke und wurde im Januar 2018 von der Wi-Fi Alliance veröffentlicht. Es stellt den Nachfolger von WPA2 dar, das wiederum auf dem mittlerweile als unsicher geltenden WPA basierte.
Der Standard benutzt eine 192-bit Schlüssellänge für WPA3-Enterprise (AES-256 in GCM mode mit SHA-384 als HMAC) und setzt als minimale Voraussetzung für WPA3-Personal AES-128 im CCM-Modus.
Der WPA3-Standard ersetzt das pre-shared key (PSK)-Verfahren mit der modernen Verschlüsselungsmethode Simultaneous Authentication of Equals (SAE), welche zuerst in IEEE 802.11s verwendet wurde. Damit werden offline-Wörterbuchattacken verhindert sowie Perfect Forward Secrecy erreicht. Das Verbinden von Geräten ohne Bildschirm wird ebenfalls einfacher und sicherer.
Die Management Frames dürfen nur als Protected Management Frames (PMF) verwendet werden, es sind also im Gegensatz zu WPA2 keine Wi-Fi-Deauthentication-Angriffe mehr möglich.
Gemeinsam mit WPA3 wurde auch Opportunistic Wireless Encryption (OWE, Enhanced Open) veröffentlicht, womit sichere frei zugängliche Hot Spots betrieben werden können.

## Varianten
Es existieren verschiedene Varianten von WPA3, ab 2022 in der Version 3.1:
- WPA3-Personal only mode (SAE)
- WPA3-Personal transition mode (SAE, abwärtskompatibel zu WPA2 PSK)
- WPA3-Enterprise only mode
- WPA3-Enterprise transition mode (abwärtskompatibel zu WPA2)
- WPA3-Enterprise 192-bit mode (Für sensible Bereiche)

Weitere in der Spezifikation behandelte Themen sind
- WPA3 Fast BSS Transition (BSS bedeutet hier „Basic service set“)
- WPA3-Enterprise Server Certificate Validation
- SAE-PK (PK bedeutet hier „Public Key“)
- SAE-PK only mode
- WIFI URI
- Transition Disable indication

## WPA3-unterstützte Hardware und Software
Um WPA3 zu verwenden, müssen dies die beteiligten Geräte und deren Betriebssysteme unterstützen.
Im Folgenden werden einige Beispiele genannt, die dies gewährleisten:
- Betriebssysteme
  - Windows 10 1903 und höher
  - macOS 10.15 (Catalina) und höher
  - Linux 3.8 und höher mit wpa supplicant 2.9 und höher[14]
  - Android 10 und höher
  - iOS 13 (aber erst ab iPhone 7[15]) und iPadOS 13 und höher
- Geräte
  - Fritz!Box ab Fritz!OS Version 7.20
  - einige Geräte, die Wi-Fi 4 bzw. 802.11n unterstützen[16][17]
  - einige Geräte, die Wi-Fi 5 bzw. 802.11ac unterstützen
  - viele Geräte, die Wi-Fi 6 bzw. 802.11ax unterstützen
  - alle Geräte auf dem 6-GHz-Band (Wi-Fi 6E und Wi-Fi 7).